# Zvedání nohou
Zvedání nohou je silový cvik zaměřený na bedrokyčelní sval. Protože břišní svaly jsou používány izometricky ke stabilizaci  těla při pohybu, používá se zvedání nohou  k posílení přímého břišního svalu a vnitřních a vnějších šikmých svalů.

## Pozice

### Vleže
Cvik se provádí vleže na podlaze na zádech. bez přístroje, případně s zátěží.

### Vsedě

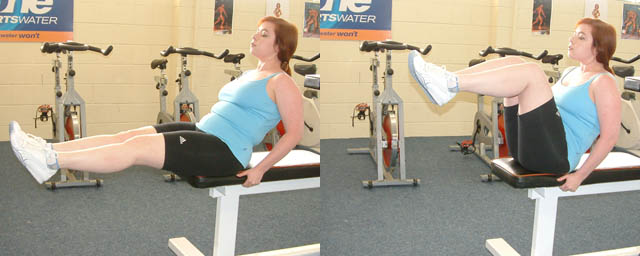
Zvedání kolen (podty zvedání nohou)

viz obrázek.

### Ve visu
Cvik se provádí na horní liště, což zvyšuje náročnost cviku.